# PacifiCorp
PacifiCorp ist ein Energieversorgungsunternehmen aus Portland in den Vereinigten Staaten von Amerika.
PacifiCorp versorgt insbesondere den Nordwesten der Vereinigten Staaten mit den Bundesstaaten Washington, Oregon, Utah, Wyoming, Idaho und das nördliche Kalifornien.

## Übernahme durch MidAmerican Energy Holdings
Pacific Power wurde im Jahre 2001 an ScottishPower verkauft. Im März 2006 wurde Pacific Power von der MidAmerican Energy Holdings Company, ein Tochterunternehmen der Berkshire Hathaway, für 5,1 Milliarden US-Dollar übernommen.

## Tochterunternehmen
PacifiCorp hat folgende Tochterunternehmen:
- Pacific Power – Energieversorger in Oregon, Washington und dem nördlichen Kalifornien (Siskiyou County)
- Rocky Mountain Power – Energieversorger in Utah, Wyoming und südöstlichem Idaho
- PacifiCorp Energy – Betreiber von 69 Kraftwerken

## Kennzahlen
Pacific Power und Rocky Mountain Power haben knapp 2,1 Mio. Kunden. Diese teilen sich auf etwa 1,8 Mio. Privatkunden, 227.000 Geschäftskunden und 36.000 Industrie- und Großkunden auf. Das Versorgungsgebiet umfasst ca. 366.000 Quadratkilometer. Sie haben 25.141 km Fernleitungen, 70.570 km Regionalleitungen, 23.350 km unterirdische Leitungen und über 900 Verteilstationen.
Pacific Power hat ca. 45.000 Kunden im Siskiyou County im nördlichen Kalifornien.
Zum Jahresende 2023 verteilten sich die Energiequellen der von PacificCorp verkauften Energie wie folgt:
| Energiequelle           | 2023 | 2022 | 2021 |  |
| ----------------------- | ---- | ---- | ---- |  |
| Kohle                   | 32 % | 34 % | 48 % |  |
| Gas                     | 22   | 21   | 20   |  |
| Wind                    | 10   | 11   | 10   |  |
| Wasserkraft & andere    | 5    | 5    | 5    |  |
| Nicht selbst produziert | 29 % | 20 % | 17 % |  |